# Paiã
Paiã é um lugar da freguesia Pontinha-Famões, concelho de Odivelas. Situa-se na parte norte da freguesia, distando 2 km do centro desta e 4 km de Lisboa. Corresponde à parte da Pontinha e do concelho de Odivelas que é predominantemente rural, sendo 45% do lugar ocupado pela Escola Profissional Agrícola D. Dinis. Imediatamente confinante aos terrenos de prática desta, existe o Pinhal da Paiã, um parque público e de merendas, aproveitado a partir de bouças que vinham dos pinhais da Mata de Belas. Também existem aquí habitações de baixa densidade. É um lugar rico em vias de comunicação, sendo servido por várias carreiras de autocarros e sendo atravessado pela IC17 CRIL, nos mesmos terrenos da escola agrícola.
A aldeia da Paiã fica  situada na base norte do monte chamado Cheirinho, no Parque Natural da Serra de Aire e Candeeiros. Pertence  ao concelho de Porto de Mós, freguesia de São Bento, distrito de Leiria. O nome de cheirinho parece ter tido origem  nos aromas  da flora  desse ambiente, como o alecrim e o rosmaninho. Estes aromas teriam sido sentidos por visitantes do monte que ficaram a chamar-lhe cheirinho.  A aldeia é muito sossegada e de poucos habitantes. É propícia à agro-pecuária, à silvicultura, à apicultura, ao cultivo de plantas medicinais, de plantas aromáticas e para temperos, assim como aos desportos de contacto com a natureza, tais como caminhadas, identificação de seres vivos, espeleologia e fotografia. Os terrenos da Paiã-Leiria começaram por ser habitados por um antigo degredado, de nome Paiã, após a reconquista da sua liberdade. Foi oriundo dos terrenos do estado, situados na  Paiã-Odivelas, após ter cumprido, aí, uma pena de degredo obrigatório em trabalhos agrícolas, úteis ao abastecimento de géneros a Lisboa.  